# Олексіївська сільська рада (Бобринецький район)
| Олексіївська сільська рада — колишній орган місцевого самоврядування у Бобринецькому районі Кіровоградської області з адміністративним центром у с. Олексіївка. Сільській раді підпорядковані населені пункти: - с. Олексіївка |

## Склад ради
Рада складається з 16 депутатів та голови.

### Керівний склад ради
| ПІБ                      | Основні відомості                                                 | Дата обрання | Дата звільнення |
| ------------------------ | ----------------------------------------------------------------- | ------------ | --------------- |
| Косова Ольга Павлівна    | Сільський голова, 1955 року народження, освіта                    | 26.03.2006   | 31.10.2010      |
| Кравченко Іван Панасович | Сільський голова, 1955 року народження, освіта вища, безпартійний | 31.10.2010   |                 |

Примітка: таблиця складена за даними джерела

## Населення
Згідно з переписом УРСР 1989 року чисельність наявного населення села становила 793 особи, з яких 355 чоловіків та 438 жінок.
За переписом населення України 2001 року в селі мешкало 659 осіб.

### Мова
Розподіл населення за рідною мовою за даними перепису 2001 року:
| Мова       | Відсоток |
| ---------- | -------- |
| українська | 94,95 %  |
| російська  | 2,60 %   |
| молдовська | 1,83 %   |
| вірменська | 0,61 %   |